# Rade Jarak
Rade Jarak (Dubrovnik, 11. listopada 1968.) hrvatski je književnik i slikar.

## Životopis
Rade Jarak rođen je u Dubrovniku 1968. godine, završio je Akademiju likovnih umjetnosti u Zagrebu, radi kao profesor crtanja u Centru za likovni odgoj Grada Zagreba.
Objavio je preko dvadeset naslova (romane, zbirke priča, eseje). Pisao je za časopise Vijenac i Zarez, gdje je bio i urednik poezije. Deset godina je uređivao internetski časopis Knjigomat, a danas uređuje Pikolo knjigomat. Boravio je na studijskom putovanju u Japanu, u gradu Nishiaizu, u pokrajini Fukushima.
Za kratku priču "Nino Rovinjez" osvojio je nagradu "Ranko Marinković" koju dodjeljuje dnevnik Večernji list za najbolju kratku priču (2001.), a za roman "Pustinje" nagradu Jutarnjeg lista za najbolju proznu knjigu (2009.).
Prema romanu „Duša od krumpira“ napravljena je istoimena kazališna predstava (KMD, Dubrovnik) 2016. godine.
Knjige su mu prevedene na makedonski, poljski i talijanski jezik.

## Vanjske poveznice
- https://www.pikoloknjigomat.com/
- https://www.czlogz.hr/teacher/kate-goldman-2/
- https://hrvatskodrustvopisaca.hr/hr/clanstvo/clan/rade-jarak
- https://www.lupiga.com/intervjui/intervju-rade-jarak-danas-zivimo-kao-drustvo-spektakla
- https://www.jutarnji.hr/kultura/knjizevnost/nagrade-jutarnjeg-lista-bosku-violicu-i-radi-jarku-3203294
- https://www.ibs.it/deserti-libro-rade-jarak/e/9791255130130
- https://kmd.hr/predstave/dusa-od-krumpira/
- https://www.vecernji.hr/kultura/put-na-solaris-rade-jarka-je-zanatski-besprijekoran-sf-roman-1696285